# Lycée Alexandre-Dumas
Pour les articles homonymes, voir Lycée Alexandre-Dumas (homonymie), Alexandre Dumas (homonymie) et Dumas.
Le lycée Alexandre-Dumas, situé dans la ville de Port-au-Prince à Haïti, est un lycée français à vocation internationale. Il est situé rue Marcadieu, dans le quartier Bourdon depuis 1978.

## Présentation
Le lycée Alexandre-Dumas est un établissement d'enseignement français qui accueille les élèves de la maternelle du niveau primaire et jusqu'au niveau secondaire.
Il accueille près de 800 élèves dont 25% sont d'origine française ainsi qu'un grand nombre d'enfants d'expatriés originaires d'autres pays francophones et même des États-Unis. Plus de la moitié des élèves sont des nationaux haïtiens faisant partie de la classe aisée de la population. Cet établissement intégré au système éducatif français, coûte plus de 100 000 gourdes (soit 2400 dollars américains) pour une année scolaire en cours primaire.
Une station sismologique a été installée en 2008 dans le lycée. Elle a été financée par l'établissement, l'AEFE, l'association des parents d'élèves et l'Association des français de l'étranger d'Haïti. Elle a été la plus proche de l'épicentre du séisme de 2010 à Haïti qui a frappé Port-au-Prince le 12 janvier 2010, les données de ses enregistrements sont utilisées par les chercheurs sismologues de différentes nationalités pour mieux localiser les failles responsables des tremblements de terre dans la région. Lors de ce tremblement de terre, le lycée Alexandre-Dumas a été gravement endommagé. Un enseignant de mathématiques et des élèves ont été tués en dehors du lycée lors de cette catastrophe naturelle. Certains cours ont pu néanmoins reprendre dès le mois de mars 2010. Un appel aux dons a été lancé pour aider à la reconstruction du bâtiment. Au 15 décembre 2010, le montant des dons recueillis par l'AEFE au profit du lycée Alexandre-Dumas s'élèvait à 126 880 €uros.

## Descriptif
Élevés sur un terrain d'une superficie de 12 000 m2, sur lesquels poussent plus de six cents arbres et un millier de plantes et arbustes, les bâtiments s'élèvent sur trois niveaux :
- niveau supérieur : le bâtiment administratif, les salles d'enseignement du secondaire, le centre de documentation et d'information, la salle informatique, les salles d'expériences assistées par ordinateur (EXAO) et de sciences appliquées, les locaux de la vie scolaire et l'infirmerie.
- en contrebas : autour de la cour d'école, sont groupées les bâtiments des neuf classes primaires avec leur bibliothèque-centre de documentation, une salle informatique et les quatre classes maternelles, qui bénéficient d'un espace réservé.
- niveau le plus bas : le terrain de sport et ses équipements spécifiques.
- [7] Chaque année, le lycée organise un voyage à Medellin, Pereira, Manziales et Armenia pour comprendre les zones caféières colombiennes.